# Vuelo 59 de BSAA
El vuelo 59 de British South American Airways fue un vuelo que desapareció el 2 de agosto de 1947 en la zona del volcán Tupungato, en Argentina. El nombre del avión era Star Dust, y los restos fueron encontrados en 1998, incrustados en el glaciar del volcán Tupungato, a 4.724 m s. n. m., donde se había estrellado, causando la muerte de sus once ocupantes.

## Historia
El Star Dust (matrícula G-AGWH) era un Avro 691 Lancastrian, versión civil del famoso bombardero Lancaster de la Segunda Guerra Mundial. La British South American Airways contaba con 6 de estos aparatos.
El 30 de julio de 1947, el vuelo CS-59 de la British South American Airways salió desde el aeropuerto de Heathrow en Londres, con dos pasajeros a bordo: uno de ellos era un agente del tesoro, Paul Simpson, de quien se supone llevaba una remesa de oro en barras en las bodegas de la aeronave, la otra pasajera era una alemana, Martha Limpert.
La tripulación la componían su capitán Reginald James Cook, quien tenía una experiencia de más de 90 misiones de guerra y había atravesado Los Andes en 8 oportunidades como copiloto, la mayoría en un Avro Lancaster, el primer oficial Donald Checklin, quien contaba con 36 misiones de combate, el copiloto Norman Hilton, el radionavegante Dennis Harmer y la sobrecargo Iris Adams.
El vuelo tomaría más de 30 horas sobre el mar y transcurrió sin incidentes, haciendo escala en la isla Ascensión y luego a lo largo del Atlántico.
Se hizo parada en aeropuerto de Morón y hay un registro de viaje para 6 pasajeros extras con destino Santiago de Chile. En total son 11 personas las que emprenden el último trayecto sobre los Andes.
Tanto en los aeropuertos de Londres y Buenos Aires, la tripulación había recibido instrucciones de vuelo seguro precisas para que el cruce de los Andes no se realizara por la ruta vía Mendoza o directa a menos que las condiciones meteorológicas fueran adecuadas. Las otras rutas alternativas eran por San Juan y por el Paso El Planchón-Curicó.
El avión es reabastecido durante la noche con unos 5.220 L de combustible de aviación lo que le permitía una autonomía de vuelo de unas de 6 h con 45 minutos, mientras pasajeros y tripulación pernoctan.
Por la mañana, a las 10:30 del 2 de agosto de 1947 despegó rumbo a Santiago de Chile, el trayecto debería durar solo 3 horas con 50 minutos y debería aterrizar a las 15:15 en Los Cerrillos. El Star Dust toma rumbo directo dado que las condiciones meteorológicas son aceptables hasta Mendoza.
El Avro cruzó la pampa a una altitud de 3.000 m y luego ascendió a la altitud de crucero de 7000 m al acercarse a los primeros cordones de la Cordillera de Los Andes. 
La torre de control de Los Tamarindos (hoy aeropuerto de Plumerillo, Mendoza) dio aviso de un frente de tormenta que azotaba la cordillera directamente en la ruta. A pesar de ello, el avión inició el escalamiento de la cordillera sobre el cerro Tupungato contraviniendo instrucciones de seguridad.
A las 14:00 el aparato reportó a Mendoza e informó tiempo borrascoso y turbulencias, la altitud era de 7200 m y que aún le faltaban solo 45 minutos de viaje, este es el último mensaje radiado de voz.
A las 14:30 los pilotos ingleses contactaron con el Aeródromo Los Cerrillos, Chile. A las 15:00 el avión radió un mensaje cifrado misterioso en código Morse: S.T.E.N.D.E.C, se repitió dos veces más, lo que trajo confusión en Los Cerrillos al no saber darle interpretación al mensaje. El avión jamás llegó. 
Se inició un reconocimiento por el lado argentino de la ruta por parte de un Spitfire argentino modificado del tipo PR.Mk.XI, comandado por James Storey, quien había sido compañero del piloto Reginald Cook en la RAF.
La ardua búsqueda se extendió hasta e 21 de agosto y no hubo resultados. El avión se esfumó sin dejar rastro, desapareciendo de tal modo que no fue encontrado hasta cinco décadas después.
La zona de búsqueda incluía el sector del Tupungato en que después se supo que se había producido el choque, pero no se encontraron restos algunos. Esto mantuvo el vuelo como un misterio total desde entonces. Ha habido infinidad de teorías y suposiciones sobre la causa de la desaparición del Star Dust, incluyendo teorías conspirativas tales como el sabotaje industrial entre aerolíneas o incluso que el avión hubiese sido abducido por un OVNI.
La tripulación del aparato estaba compuesta por expertos veteranos que habían servido en la RAF durante la Segunda Guerra Mundial con cientos de horas de vuelo, tanto en tiempo de paz como de guerra. El propio Capitán era un experimentado piloto, y el avión tenía menos de dos años. Entre los seis pasajeros destaca la presencia de un emisario real que portaba documentos diplomáticos acerca de las tensas relaciones entre el Reino Unido y el gobierno peronista, una emigrante alemana y un adinerado palestino del que se dijo que llevaba un gran diamante escondido en el forro de su chaqueta.

## Descubrimiento de los restos y reconstrucción del accidente

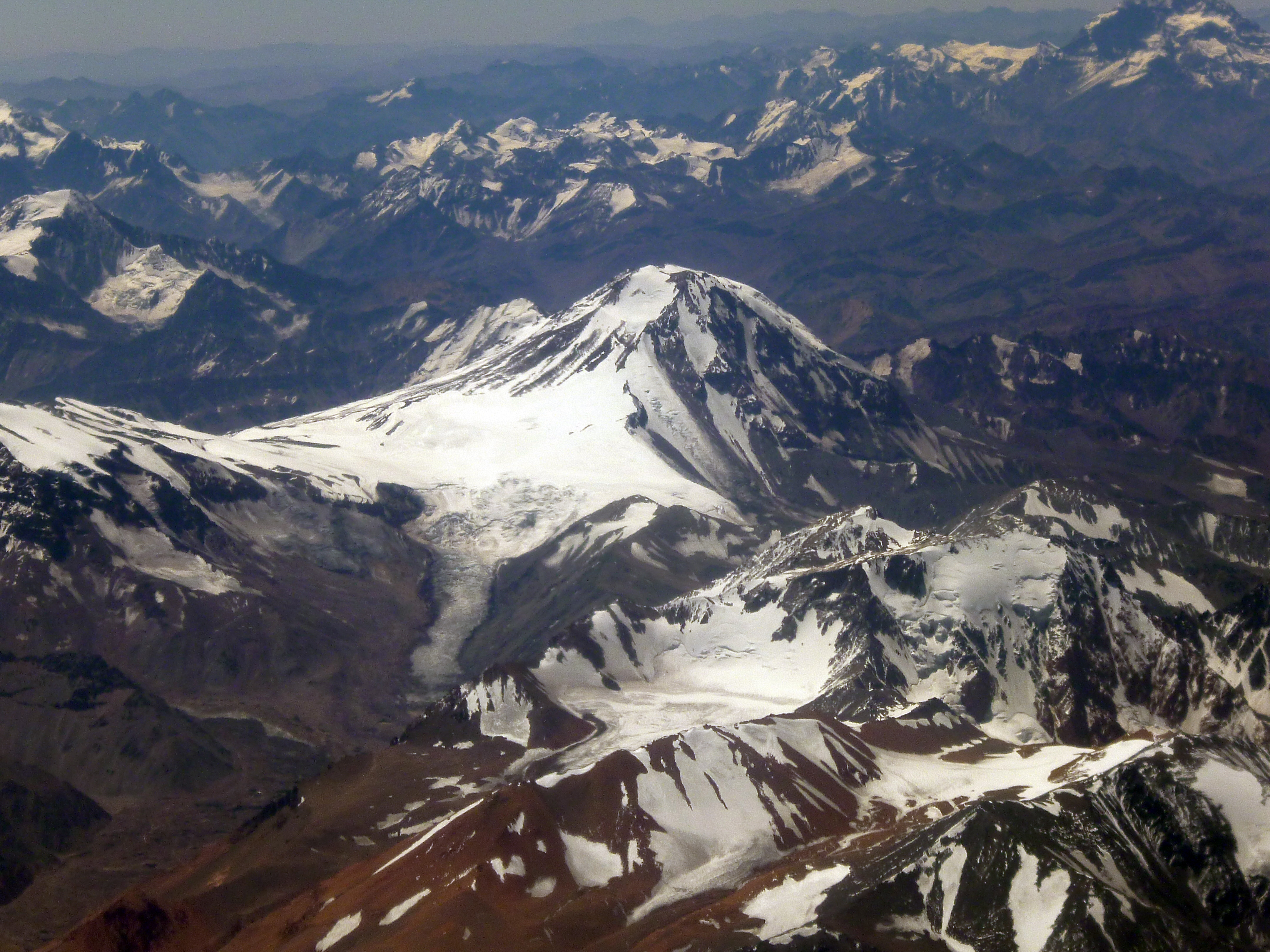
Panorámica del Volcán Tupungato visto desde el lado argentino, el glaciar está visible a la izquierda del mismo, lugar donde se encontraron los restos.

En 1998 un guía de montaña argentino, el andinista Pedro Reguera, asciende por el costado del glaciar del Tupungato, cuando le llama la atención el brillo de un promontorio, alcanza a divisar unos metales de un bloque de motor de aviación con la inscripción Rolls-Royce.
Este andinista bajó con fotos y se lo comentó a un sargento de un regimiento de montaña, quien a su vez se los comentó a dos andinistas aficionados, José Carlos Moiso y Alejo Moiso.
Los Moiso averiguan que hay un avión inglés extraviado desde 1947 en la antigua ruta aérea Mendoza-Santiago y que presumiblemente esta sea la aeronave, se informan que el avión pudo haber llevado oro.
Parten al Tupungato en el 15 de enero de 2000.
El 19 de enero hallan en las laderas del glaciar, más bien en los deshielos los restos de un avión cuyas partes parecen corresponder al Star Dust, hay evidencias de haber ocurrido saqueos anteriores.
Se encuentran un bloque de motor, una rueda en perfecto estado, un brazo del tren de aterrizaje, restos de ropa, tres torsos congelados, una mano de mujer, un asiento, un fuelle, billeteras vacías, pero del oro nada. 
En enero de 2000 una avanzada del Ejército Argentino descubrió que los restos apenas estaban desperdigados, lo que sugería un choque frontal más que uno inclinado. El estudio de un propulsor recuperado mostró que los motores estaban funcionando a velocidad cercana a la de crucero en el momento del impacto y que el tren de aterrizaje estaba recogido, lo que sugería un posible choque involuntario contra tierra. 
En febrero del mismo año, la Junta Investigadora de Accidentes de Aviación Civil solicitó al ejército una expedición a la zona a más de 5.000 m y con -19 °C, con el objeto de recuperar restos, expedición en la que participaron 16 periodistas argentinos.
Por encargo de la Junta de Investigaciones de Accidentes de Aviación Civil (JIAAC) se bajaron unos 8 kilos de restos del avión que incluía restos humanos, utilizando tropas montadas del Ejército Argentino y helicópteros Lama del Grupo 4 de Caza de la Fuerza Aérea Argentina.
Se aplicaron todo tipo de técnicas forenses, incluido el reconocimiento de ADN por huellas, a los restos humanos encontrados en el lugar para descubrir sus identidades; fueron localizados restos de nueve de las once víctimas, pudieron ser identificados a pesar de la degradación del ADN.
A raíz de este descubrimiento se edita en el año 2005 un libro (novelado), cuyo título es: "Historias que devolvió la montaña" y cuyo autor es Gabriel Canone.

### Reconstrucción del accidente: hipótesis
En 1947 la navegación aérea estaba aún basada en la navegación a estima; se calculaba la posición del avión mediante la orientación, tiempo y velocidad, y aplicando correcciones derivadas de la observación de las características del terreno y de los vientos esperados. Durante la etapa final del vuelo del Star Dust, la tierra no era visible a causa de que el avión volaba sobre una gran masa de nubes.
Es posible que (en ausencia de referencias fijas de tierra), fuese cometido un gran error de navegación debido a que el avión se encontró de lleno con una ráfaga de aire a chorro (jet stream), ya que los vientos a grandes alturas pueden soplar en direcciones y a velocidades muy distintas que en tierra. 
En aquel tiempo, aunque ya se conocía la existencia de estas peligrosas ráfagas de aire, sus acciones no estaban del todo claras, aparte de que el Lancastrian era uno de los pocos aviones capaces de volar a esas altitudes. 
Si el avión (que acababa de cruzar los Andes a 7300 metros altura) hubiese topado con el fondo de la zona de turbulencias (zona donde predominan los vientos del Oeste y Sudoeste), es posible que la tripulación creyese de forma errónea que se encontraban cruzando un banco de nubes en su descenso final hacia Santiago, cuando en realidad estaban a varios kilómetros al estenoreste, sobrevolando el glaciar de Tupungato.
Es probable que el avión se estrellase repentinamente contra una pared nevadana a la cima del glaciar a una altitud de  4.724  metros provocando una avalancha que enterró los restos y los ocultó a los equipos de rescate. Las probables coordenadas geográficas del sitio del impacto son 33°22′15″ S 69°45′39″ O, junto a este sitio nace el glaciar del Tupungato. 
Los restos se incorporaron a la lengua del glaciar, de modo que solo algunos fragmentos emergieron a la superficie mucho más abajo del lugar del impacto. 
Entre 1998 y 2000 emergió del glaciar un 10% de los restos, incluyendo partes de un motor y las ruedas (una de ellas aún inflada), impulsando varias revisiones del accidente. Es posible que aparezcan más escombros en el futuro a medida que éstos alcancen la zona de fusión del glaciar.
La Junta de Investigación de Accidentes de la Aviación Civil de la Argentina (JIAAC) declaró que en el Star Dust se cometió un grave error de navegación y una desviación de la ruta en 64 km que engañó al piloto iniciando su descenso antes de tiempo.

## STENDEC
La palabra STENDEC fue reportado por el radio operador en Santiago como último mensaje en código morse "fuerte y claro" enviado "muy rápido" a las 17.41. "ETA SANTIAGO 17.45 HRS STENDEC" fue el último de una serie de mensajes transmitida por Star Dust durante el vuelo, reportando posición, altitud, una previsión de llegada a Santiago a las 17:45. El radio operador del aeropuerto dijo sobre dos mensajes con la palabra STENDEC antes de perder el contacto. Esta palabra sigue sin significado y da lugar a muchas especulación, incluyendo sugestiones (antes de que aparecieran los restos), que el avión fue abducido por OVNIs.
Muchas teorías sugieren que las letras en STENDEC son un acrónimo, como STarting EN-route Descent (comenzando descenso en ruta) o Severe Turbulence Encountered Now Descending Emergency Crash-Landing (Severas Turbulencias Encontradas, Aterrizaje de Emergencia en Progreso), pero no hay prueba de esto. 
También existe la hipótesis de que en realidad el radio operador entendió mal y el mensaje era STRDEC (Starting descent - Comenzando el descenso), debido a que, en código morse, EN es ". -." y R es ".-." También se observa que STENDEC es anagrama de DESCENT (descenso).

## Fallecimientos

### Tripulación
- Capitán: Reginald Cook (29)
- Primer oficial: Hilton Cook (31)
- Segundo oficial: Donald Checklin (27)
- Operador de radio: Dennis Harmer (27)
- "Stargirl" (sobrecargo): Iris Evans (26)

### Pasajeros
- Casis Said Atalah (47, palestino) - De vuelta a su casa en Santiago de Chile, tras viajar a Palestina para visitar a su madre moribunda. Se encontró un diamante escondido en el forro de su chaqueta.
- Jack Gooderham (42, británico) - Empresario, viajaba con Harald Pagh.
- Martha Limpert (67, alemana) - Emigrante que regresaba a su casa de Temuco (Chile) con las cenizas de su marido fallecido por enfermedad.
- Harald Pagh (41, suizo) - Empresario, políglota y amigo de Jack Gooderham. Viajaba para hacer negocios y renovar amistades.
- Paul Simpson (43, británico) - Funcionario civil y políglota, un 'Mensajero Real' transportando documentos diplomáticos en una gran saca de lona destinada a la embajada británica en Santiago.
- Peter Young (41, británico) - Agente sudamericano del fabricante de neumáticos británico Dunlop. Curiosamente, los neumáticos del tren de aterrizaje así como parte del calzado encontrado era de esa marca.

La viuda de Reginald Cook, Cicely, se suicidó más tarde por razones que se creen relacionadas con el accidente.
Los restos de las víctimas del accidente fueron sepultados en el Garden of Remembrance del Cementerio Británico de Chacarita, Buenos Aires.